# Гварньери, Франческо
Франческо Гварньери (итал. Francesco Guarnieri; 5 июня 1867, Адрия — 16 сентября 1927, Венеция) — итальянский скрипач и композитор. Брат Антонио Гварньери, отец Эдоардо Гварньери.
Родился в семье контрабасиста Луиджи Гварньери (1842—1923). С 1877 года учился в Венецианском музыкальном лицее у Рафаэле Фронтали. В 1885 году отправился совершенствовать своё мастерство в Париж, где занимался под руководством Шарля Данкла (скрипка) и Венсана д’Энди (композиция), учился также у Сезара Франка. Получив в 1886 году диплом Парижской консерватории, до 1888 года был солистом Оркестра Ламурё, выступал как солист и ансамблист. В 1896 году вернулся в Венецию как профессор скрипки в Венецианском музыкальном лицее, где среди его учеников были Реми Принчипе, Джулио Паскуали, Этторе Бонелли и другие. Одновременно выступал в составе фортепианного трио с Джино Тальяпьетра и Просперо Монтекки.
Автор опер «Ивонна» (фр. Yvon; 1908, Тревизо), музыки к пьесе Леопольда Кампфа «Накануне» (нем. Am Vorabend, фр. Grand soir; 1912, Париж), скрипичного концерта (1911), двух струнных квартетов, сонаты для скрипки и фортепиано (1907), двенадцати каприсов для скрипки соло, других сочинений для своего инструмента.